# 레이철 G. 폭스
레이철 G. 폭스(Rachel G. Fox, 1996년 7월 23일 ~ )는 미국의 배우이다.

## 출연 작품
- 드림 하우스 (2011)
- 스포크 (2010)
- 위기의 주부들 (2004)
- 댓츠 소 레이번 (2003)